# Benzina verde
La benzina senza piombo (comunemente detta benzina "verde") è il tipo di benzina più prodotto e più diffuso in Europa e negli Stati Uniti d'America. Tutte le auto prodotte a partire dal 1994 utilizzano la benzina senza piombo ed è, a partire dal 1º gennaio 2002, l'unico tipo di benzina comunemente disponibile in Europa (insieme alla Superplus 98), dopo l'eliminazione della benzina al piombo, soprannominata "benzina rossa" per via del colorante.

## Storia
L'utilizzo della benzina verde è avvenuto gradualmente tra le diverse nazioni; l'Austria la introdusse già nel 1986, per poi introdurre nel 1987 l'obbligo delle marmitte catalitiche, mentre nel 1993 è stato introdotto il divieto generale di impiegare benzina contenente piombo.
In Italia la benzina senza piombo è stata introdotta il 6 luglio 1985, con distribuzione inizialmente solo sulla rete autostradale, poiché il parco circolante italiano era ancora interamente funzionante a benzina rossa, e rivolta alle automobili di quei Paesi che avevano già adottato estesamente il nuovo carburante e disponevano di motori adatti a sfruttarlo. La vendita si estese poi alle strade ordinarie, ma le pompe "verdi" rimasero comunque particolarmente rare e nell'estate del 1987 si contavano una sessantina di stazioni in autostrada e un centinaio sul resto della rete viaria. Alla fine di maggio 1988 si ebbe un grande sviluppo dell'infrastruttura di vendita, con l'adattamento al carburante di 1140 nuovi rifornitori.
La limitazione all'uso della benzina con piombo tetraetile cominciò nel 1992, con il divieto di vendita di benzina con piombo contenente un numero di ottano ricerca inferiore a 95 (la normale ne aveva solo 84÷86, mentre la super 98÷100) e la conversione a benzina "verde" delle pompe che la erogavano. La super con piombo continuò ad essere distribuita estesamente fino al 31 dicembre 2001, quando ne fu poi sostanzialmente vietata la vendita.

## Dispositivi necessari
Le direttive dell'Unione europea indicano per il futuro l'uso generalizzato di questa benzina, con l'uso e la costante manutenzione delle speciali marmitte catalitiche o catalizzatori, perché il loro mancato utilizzo rende la benzina verde più pericolosa e nociva della benzina al piombo. Questi catalizzatori, attualmente, sono di tipo "autorigenerante" e hanno una vita più lunga dei loro predecessori che dovevano essere sostituiti ogni 2 anni.

## Effetto ricercato

Simbolo utilizzato per indicare le stazioni di servizio che forniscono la benzina verde.

Con l'adozione di queste norme si dovrebbero diminuire notevolmente l'inquinamento da gas di scarico delle auto e del piombo (metallo tossico alla salute), particolarmente avvertito nelle grandi città.

## Dubbi sulla salute
Durante i primi tempi di commercializzazione, perplessità sono state avanzate da parte degli esperti perché nella benzina senza piombo veniva aumentata la percentuale di particolari idrocarburi aromatici, come il benzene, che sono cancerogeni. In particolare si sosteneva l'illogicità della sostituzione di un costituente tossico soprattutto per il sistema nervoso centrale, quale il piombo, con uno cancerogeno. Questa era una scelta tecnica per poter fare funzionare correttamente i catalizzatori, che con il piombo sarebbero stati resi inutili dopo pochi chilometri. Per la stessa ragione, nel gasolio si tende a eliminare lo zolfo, ugualmente nocivo per i metalli nobili presenti nei dispositivi.
I dubbi sorgevano per il fatto che nei primi anni novanta erano ancora molte le auto prive di catalizzatore. Il benzene è stato progressivamente diminuito anche grazie alle sempre più stringenti normative europee. La composizione chimica dei combustibili in commercio, tra cui la benzina, non è assolutamente più quella di un tempo: gli stessi costruttori di auto auspicano carburanti sempre migliori per i sempre più raffinati impianti di catalizzazione, che devono rispettare a ogni nuova normativa (Euro 4, 5, 6, ecc.) limiti inferiori di circa la metà. Cioè, tralasciando l'emissione di CO2, gas tra l'altro atossico (sebbene dannoso per l'ambiente, in quanto gas serra), un'auto Euro 4 inquina il doppio di una Euro 5, e così via.

## Caratteristiche
Dal 1990, per ragioni di differente tassazione, la benzina senza piombo in Italia è stata addizionata con acetofenone, con funzione di tracciante. Sette anni dopo il tracciante fu sostituito da colorante verde, ormai associato al carburante senza piombo.
Nel febbraio 2012 è avvenuta l'abolizione della colorazione.